# Love Loop
Love Loop è il tredicesimo EP del gruppo sudcoreano Got7, quarto in Giappone, pubblicato il 31 luglio 2019.
Il successivo 18 dicembre è stato ripubblicato nel repackage Love Loop - Sing for U Special Edition.

## Descrizione
JYP Entertainment annuncia l'uscita di Love Loop il 7 giugno 2019. Il disco espande i temi emotivi dell'EP giapponese precedente, I Won't Let You Go, e la traccia omonima parla di due amanti legati dal filo rosso del destino, con riferimenti all'universo.
Il brano Love Loop viene rivelato il 25 giugno con l'uscita del video musicale, mentre il disco omonimo viene pubblicato il 31 luglio 2019 in edizione standard e sette edizioni speciali. Mentre le edizioni speciali dalla B alla G cambiano solo nella grafica e vedono aggiungersi come sesta traccia la strumentale di Love Loop, la versione speciale A ha tre tracce in più rispetto alla standard ed è accompagnata da un DVD con due video musicali di Love Loop e il dietro le quinte della realizzazione.
Il 21 ottobre esce il singolo Sing for U, seguito il 7 dicembre dal video musicale. Il brano fa parte del repackage Love Loop - Sing for U Special Edition, pubblicato il successivo 18 dicembre. L'edizione speciale di quest'ultimo è corredata da un DVD con i due video musicali e il dietro le quinte della realizzazione.

## Tracce

### Love Loop
Edizione standard
1. Love Loop – 3:42 (testo: EastWest, Maxine, Yugo Aoba – musica: EastWest, Maxine, Garden, 91.6)
2. Your Space – 3:18 (testo: Defsoul, Jomalxne, Moon Hanmiru, T-DOT – musica: Defsoul, RoseInPeace, Jomalxne, Moon Hanmiru, Choi Yoog-wook)
3. Memorandum (備忘録?, Bibōroku) – 3:08 (testo: Ars, Noday, Co-sho – musica: Ars, Philip, Noday)
4. Karma – 3:34 (testo: T-DOT – musica: Flevaris Ari Mastoras, Tino Zolfo, Cody Basha)
5. Drunk – 3:21 (testo: T-DOT – musica: T-DOT, Phoenix)

Edizione speciale A (CD+DVD)
1. #Summervibes – 3:41 (testo: Shoko Fujibayashi – musica: Albin Nordqvist, Andreas Oberg)
2. Remember Me – 4:18 (testo: Choi Hyun-joon, Kim Seung-soo, T-DOT – musica: Choi Hyun-joon, Kim Seung-soo)
3. Superman – 3:53 (testo: Komu – musica: DX Ishii, Albin Nordqvist)

Edizioni speciali B-G
1. Love Loop (Instrumental) – 3:40 (musica: EastWest, Maxine, Garden, 91.6)

## Formazione
- Mark – rap
- JB (Defsoul) – voce, testi (traccia 2), musiche (traccia 2)
- Jinyoung – voce
- Youngjae (Ars) – voce, testi (traccia 3), musiche (traccia 3)
- BamBam – rap
- Yugyeom – voce

## Successo commerciale
In Giappone, il disco ha debuttato in seconda posizione sulla Oricon Weekly Album Chart nella settimana dal 29 luglio al 4 agosto 2019, sia sulla classifica delle sole vendite fisiche, sia su quella complessiva. È invece arrivato terzo sulla Billboard Japan Hot Albums del 7 agosto 2019.

## Classifiche
Love Loop
| Classifica (2019) | Posizione massima |
| ----------------- | ----------------- |
| Giappone          | 2                 |